# كونور كينغ
كونور كينغ (بالإنجليزية: Connor King) هو لاعب كرة قدم بريطاني في مركز حراسة المرمى، ولد في 27 أبريل 1999.

## وصلات خارجية
- كونور كينغ على موقع Soccerbase.com (لاعب) (الإنجليزية)